# فینال جام باشگاه‌های جهان ۲۰۰۸
فینال جام باشگاه‌های جهان ۲۰۰۸ بازی نهایی جام باشگاه‌های جهان ۲۰۰۸ بود، یک تورنمنت فوتبال برای باشگاه‌های قهرمان از هر یک از شش کنفدراسیون قاره‌ای فیفا. این مسابقه در ۲۱ دسامبر ۲۰۰۸ در ورزشگاه بین‌المللی یوکوهاما، ژاپن برگزار شد و ال‌دی‌یو کیتو از اکوادور، قهرمان مسابقات باشگاهی کونمبول، و منچستر یونایتد انگلیس، قهرمان مسابقات باشگاهی یوفا، به مصاف هم رفتند. منچستر یونایتد علیرغم اینکه در اوایل نیمه دوم به ۱۰ نفر رسید، به لطف گل دقیقه ۷۳ وین رونی بازی را ۱–۰ برد.

## مسیر تا فینال

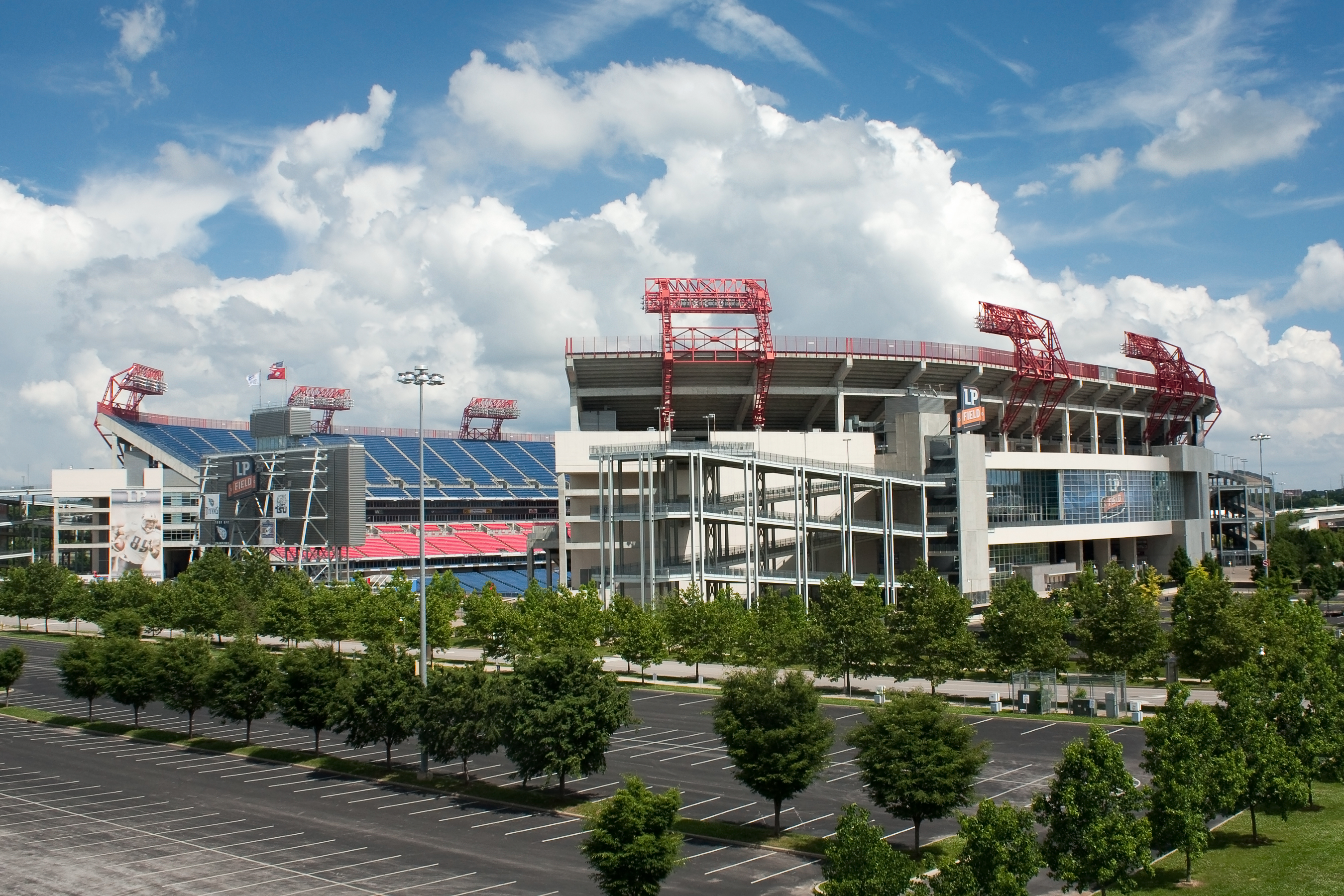
تصاویری از ورزشگاه بین المللی یوکوهاما

هم منچستر یونایتد و هم ال‌دی‌یو کیتو پس از قهرمانی در رقابت‌های قاره‌ای مربوطه خود، لیگ قهرمانان اروپا ۰۸–۲۰۰۷ و جام لیبرتادورس ۲۰۰۸، در مرحله نیمه نهایی به مسابقات راه یافتند.
بازی افتتاحیه ال‌دی‌یو کیتو در برابر تیم مکزیکی پاچوکا بود که در مرحله یک‌چهارم نهایی پس از وقت اضافه، تیم الاهلی مصر را با نتیجه ۴–۲ شکست داده بود. بازی نیمه نهایی آنها در ۱۷ دسامبر ۲۰۰۸ در ورزشگاه ملی توکیو برگزار شد.  ال‌دی‌یو کیتو دو گل در ۲۶ دقیقه اول، توسط کلادیو بیلر و لوئیس بولانیوس به ثمر رساند و جایگاه خود را در فینال جام باشگاه‌های جهان تضمین کرد.
حریف نیمه نهایی منچستر یونایتد، گامبا اوساکا بود که قبلا آدلاید یونایتد نایب قهرمان لیگ قهرمانان آسیا (۱–۰) را شکست داده بود تا به نیمه نهایی دوم در ۱۸ دسامبر برود. نمانیا ویدیچ و کریستیانو رونالدو در نیمه اول منچستر یونایتد را با ۲ گل پیش انداختند. در دقیقه ۷۴، ماساتو یامازاکی گلزنی کرد تا گامبا را به مسابقات بازگرداند، اما وین رونی دو بار و درن فلچر یک بار در پنج دقیقه بعد گلزنی کردند تا برتری یونایتد بیشتر شود. یاسوهیتو اندو یک ضربه پنالتی دقیقه ۸۵ را به گل تبدیل کرد و هیدئو هاشیموتو تنها چند دقیقه قبل از سوت پایان بازی، گل سوم را برای گامبا به ثمر رساند. در آخر، منچستر یونایتد با نتیجه ۵–۳ برد و به فینال رفت.

## مسابقه
| ال‌دی‌یو کیتو | ۰–۱   | منچستر یونایتد |
| ----------- | ----- | -------------- |
|             | گزارش | رونی ۷۳'       |

| ال‌دی‌یو کیتو | منچستر یونایتد |

|                |    |                           |     |     |
|                |    |                           |     |     |
| GK             | ۱  | خوزه فرانسیسکو سوالوس     | '۴۴ |     |
| RB             | ۲۳ | جیرو کامپوس               | '۳۶ |     |
| CB             | ۳  | رنان کالی                 | '۶۶ | '۷۷ |
| CB             | ۲  | نوربرتو آرائوخو           |     |     |
| LB             | ۱۴ | دیه‌گو کالدرون             |     |     |
| RM             | ۱۳ | نیه آیسر ریاسکو           |     | '۸۲ |
| CM             | ۱۵ | ویلیام آرائوخو            | '۷۱ |     |
| CM             | ۸  | پاتریکو اوروتیا (کاپیتان) |     |     |
| LM             | ۷  | لوئیس بولانیوس            |     | '۸۷ |
| SS             | ۱۶ | کلادیو بیلر               | '۲  |     |
| CF             | ۲۱ | دامیان مانسو              |     |     |
| تعویض‌ها:       |    |                           |     |     |
| MF             | ۴  | پاول آمبروسی              |     | '۷۷ |
| MF             | ۲۰ | پدرو لاریا                |     | '۸۲ |
| FW             | ۱۹ | رینالدو ناویا             |     | '۸۷ |
| سرمربی:        |    |                           |     |     |
| ادگاردو بائوسا |    |                           |     |     |

|             |    |                        |     |     |
|             |    |                        |     |     |
| GK          | ۱  | ادوین فن در سار        |     |     |
| RB          | ۲۱ | رافائل                 |     | '۸۵ |
| CB          | ۵  | ریو فردیناند (کاپیتان) |     |     |
| CB          | ۱۵ | نمانیا ویدیچ           | '۴۹ |     |
| LB          | ۳  | پاتریس اورا            |     |     |
| RM          | ۱۳ | پارک جی سونگ           |     |     |
| CM          | ۱۶ | مایکل کریک             |     |     |
| CM          | ۸  | اندرسون                | '۷۰ | '۸۸ |
| LM          | ۷  | کریستیانو رونالدو      |     |     |
| CF          | ۳۲ | کارلوس توس             |     | '۵۱ |
| CF          | ۱۰ | وین رونی               |     |     |
| تعویض‌ها:    |    |                        |     |     |
| DF          | ۲۳ | جانی اوانز             |     | '۵۱ |
| DF          | ۲  | گری نویل               |     | '۸۵ |
| MF          | ۲۴ | درن فلچر               |     | '۸۸ |
| سرمربی:     |    |                        |     |     |
| الکس فرگوسن |    |                        |     |     |

| کمک داورها: عبدالخامدالله رسولوف (ازبکستان) بهادر کوچکوروف (قرقیزستان) داور چهارم: یوییچی نیشیمورا (ژاپن) | قوانین مسابقه - ۹۰ دقیقه - ۳۰ دقیقه وقت اضافه در صورت نیاز - ضربات پنالتی اگر نتیجه همچنان مساوی است - دوازده نیمکت‌نشین - حداکثر ۳ تعویض |

### آمار
| آمار           | ال‌دی‌یو کیتو | منچستر یونایتد |
| -------------- | ----------- | -------------- |
| گل             | ۰           | ۰              |
| شوت            | ۴           | ۱۱             |
| شوت در چهارچوب | ۰           | ۵              |
| مالکیت توپ     | ۳۶٪         | ۶۴٪            |
| ضربه کرنر      | ۰           | ۳              |
| خطا            | ۱۴          | ۱۰             |
| آفساید         | ۰           | ۱              |
| کارت زرد       | ۳           | ۰              |
| کارت قرمز      | ۰           | ۰              |

| آمار           | ال‌دی‌یو کیتو | منچستر یونایتد |
| -------------- | ----------- | -------------- |
| گل             | ۰           | ۱              |
| شوت            | ۶           | ۵              |
| شوت در چهارچوب | ۳           | ۴              |
| مالکیت توپ     | ۵۴٪         | ۴۶٪            |
| ضربه کرنر      | ۵           | ۰              |
| خطا            | ۱۲          | ۷              |
| آفساید         | ۳           | ۰              |
| کارت زرد       | ۲           | ۱              |
| کارت قرمز      | ۰           | ۱              |

| آمار           | ال‌دی‌یو کیتو | منچستر یونایتد |
| -------------- | ----------- | -------------- |
| گل             | ۰           | ۱              |
| شوت            | ۱۰          | ۱۶             |
| شوت در چهارچوب | ۳           | ۹              |
| مالکیت توپ     | ۴۵٪         | ۵۵٪            |
| ضربه کرنر      | ۵           | ۳              |
| خطا            | ۲۶          | ۱۷             |
| آفساید         | ۳           | ۱              |
| کارت زرد       | ۵           | ۱              |
| کارت قرمز      | ۰           | ۱              |